# 2026-os női kézilabda-Európa-bajnokság
A 2026-os női kézilabda-Európa-bajnokságot december 3. és 20. között közösen rendezi Csehország, Lengyelország, Románia, Szlovákia és Törökország.

## Pályázatok
Két pályázó jelezte érdeklődését a kontinenstorna megrendezésére, Norvégia, Dánia és Svédország együtt tervezett jelentkezni a rendezésre, Oroszország pedig egyedüli indulóként próbálkozott. 2021 októberében a skandináv pályázat visszalépett, így Oroszország maradt az egyetlen érdeklődő. A tervek szerint Moszkvában és Szentpéterváron játszották volna a mérkőzéseket. 2023 júliusában azonban az Európai Kézilabda-szövetség végrehajtó bizottsága úgy döntött, hogy az Ukrajna elleni orosz invázió miatt új rendezőt jelölnek ki.
A megismételt nevezésre három pályázat érkezett: Csehország és Lengyelország, valamint Románia és Szlovákia közös pályázata mellett Törökország egyedüliként tervezte lebonyolítani az eseményt. Végül 2024 márciusában az EHF megállapodott a pályázókkal, hogy közösen bonyolítják le az Európa-bajnokságot.

## Helyszínek
| Katowice, Lengyelország                   | Katowice Brno Pozsony Nagyvárad Kolozsvár Antalya | Nagyvárad, Románia                   |
| ----------------------------------------- | ------------------------------------------------- | ------------------------------------ |
| Spodek Férőhely: 11 036                   | Katowice Brno Pozsony Nagyvárad Kolozsvár Antalya | Oradea Arena Férőhely: 5 500         |
|                                           | Katowice Brno Pozsony Nagyvárad Kolozsvár Antalya |                                      |
| Brno, Csehország                          | Katowice Brno Pozsony Nagyvárad Kolozsvár Antalya | Kolozsvár, Románia                   |
| Arena Brno Férőhely: 12 000               | Katowice Brno Pozsony Nagyvárad Kolozsvár Antalya | BTarena Férőhely: 10 000             |
|                                           | Katowice Brno Pozsony Nagyvárad Kolozsvár Antalya |                                      |
| Pozsony, Szlovákia                        | Katowice Brno Pozsony Nagyvárad Kolozsvár Antalya | Antalya, Törökország                 |
| Ondrej Nepela Jégcsarnok Férőhely: 10 000 | Katowice Brno Pozsony Nagyvárad Kolozsvár Antalya | Antalya Spor Salonu Férőhely: 10 000 |
|                                           | Katowice Brno Pozsony Nagyvárad Kolozsvár Antalya |                                      |

## Résztvevők
| Nemzet        | Részvételi jog | Részvétel megszerzésének dátuma | Korábbi Eb-részvételek |
| ------------- | -------------- | ------------------------------- | ---------------------- |
| Csehország    | Rendező        | 2024. március 8.                | 8                      |
| Lengyelország | Rendező        | 2024. március 8.                | 9                      |
| Románia       | Rendező        | 2024. március 8.                | 15                     |
| Szlovákia     | Rendező        | 2024. március 8.                | 3                      |
| Törökország   | Rendező        | 2024. március 8.                | 1                      |